# Ванкуверская школа
Ванкуверская школа концептуальной или пост-концептуальной фотографии (часто называемая фотоконцептуализмом) — термин применяемый к группе художников из Ванкувера, начиная с 1980-х годов. Критики и искусствоведы начали писать о художниках, противостоящих как устаревшим концептуальным художественным приёмам, так и средствам массовой информации, противопоставляя им «фотографии большой энергии и сложного содержания, прямо или косвенно исследующие социальную силу образов». Формально «школы» не существует, и группировка остается неформальной и часто противоречивой даже среди самих художников, которые часто сопротивляются этому термину. С этим термином часто ассоциируют следующих художников и фотографов: Викки Александра, Роя Ардена, Кена Лума, Джеффа Уолла, Иана Уоллеса, Стэна Дугласа и Родни Грэма.

## История
В начале 1980-х попытка того, что Уильям Вуд назвал «ребрендингом» Ванкувера и стремлением к большему признанию в Канаде и на международной арене, определение Ванкуверской школы выполняло роль продвижения искусства Ванкувера на большой международный рынок.

## Ключевые работы
Работа Mimic Джеффа Уолла (1982) символизирует его кинематографический стиль и, по словам искусствоведа Майкла Фрида, «характерен для участия Уолла в искусстве 1980-х годов с темами по социальным вопросам». На цветной фотографии (размером 198 × 226 см.) изображены белая пара (мужчина и женщина) и азиатский мужчина, идущие в направлении фотографирующей камеры. Тротуар, с припаркованными автомобилями, рядом с жилыми и промышленными зданиями, подразумевает североамериканский промышленный пригород. Женщина одета в красные шорты и белый топ, оголяющий её живот; её бородатый, неопрятный парень носит джинсовый жилет. Азиат одет в стиле кэжуал: в рубашке с воротником и брюках. Когда пара ровняется мужчиной, парень делает двусмысленный, но, по-видимому, непристойный и расистский жест, держа свой поднятый средний палец близко к краю глаза, натягивая кожу у глаза, имитируя «узкий», как насмешку над глазами азиатского мужчины. Фото похоже на документальный снимок, который запечатлевает момент и его скрытое социальное напряжение, но на самом деле является постановочным.
Видеоинсталляция Стэна Дугласа « Победа, Место или Шоу» (1998), снята в стиле драмы СиБиСи конца 1960-х годов. Клиент, известный своим смелым стилем, долгими дублями и отсутствием готовых кадров. Установленный в 1950-х Ванкувере в перестройке Страткона, инсталляция исследует модернистское понятие городского обновления с разрушением существующей архитектуры в пользу жилых домов. Двое мужчин находятся в общей комнате в дождливый выходной день со своих рабочих мест. Разговор разгорается во время обсуждения дневных скачек, и 6-минутный цикл съемки повторяется под разными углами на разделенном экране, каждый цикл представляет постоянно меняющиеся конфигурации точки зрения. Во время выставки снимки редактируются в реальном времени с помощью компьютера, создавая почти бесконечную серию.
В 1994 году Родни Грэм начал серию фильмов и видеороликов, в которых он сам выступает в роли главного героя: « Сон Halcion» (1994), «Остров Вексан» (1997) (показан в канадском павильоне Венецианской биеннале 1997 года) и " Как я стал Ramblin (1999). Фонокинетоскоп (2002) отражает участие Грэма как в происхождении кино, так и в его возможной кончине. Грэм берет прототип Томаса Эдисона и выдвигает аргумент в пользу связи звука и изображения в фильме. В Rheinmetall / Victoria 8 (2003) две более устаревшие технологии — пишущая машинка и кинопроектор — сталкиваются друг с другом, причем последний проецирует фильм о первой.